# ديك سميث (ملاكم)
ديك سميث (بالإنجليزية: Dick Smith)‏ مواليد 10 فبراير 1886 في لندن، إنجلترا - الوفاة 08 يناير 1950 في إنجلترا، كان ملاكم محترف بريطاني صنّف ضمن فئة وزن خفيف الثقيل.

## إحصائيات
خاض خلال مسيرته 18 نزالا، فاز في 6 وتعادل في 1 وخسر في 11. فاز بالضربة القاضية في نزال واحد.

## روابط خارجية
- ديك سميث على موقع بوكس ريك (الإنجليزية) (registration required)